# Bergö (Vårdö)
Bergö is een eiland en gehucht behorend tot de gemeente Vårdö in de autonome Finse regio Åland. Het ligt aan de westelijke begrenzing van Delet.
Op het eiland bevindt zich een aantal zomerhuisjes die vroeger vaste bewoners hadden. De laatste echt vaste bewoner overleed in 2010, maar soms wonen er een of enkele mensen gedurende langere tijd, die min of meer als vaste bewoners kunnen worden beschouwd.
Bergö heeft eenmaal per week op aanvraag een veerverbinding van de maatschappij Ålandstrafiken op de lijn van Långnäs naar Överö.
De documentairefilm "Den lyckliga kon" ('de gelukkige koe'), die ging over de laatste bewoner en zijn koeien, werd in 2003 op dit eiland opgenomen.

## Trivia
Bergö moet niet verward worden met het eiland Bergön, dat net ten noordwesten van Vårdö ligt en een exclave van de gemeente Saltvik is.